# Mah Jong (solitario)

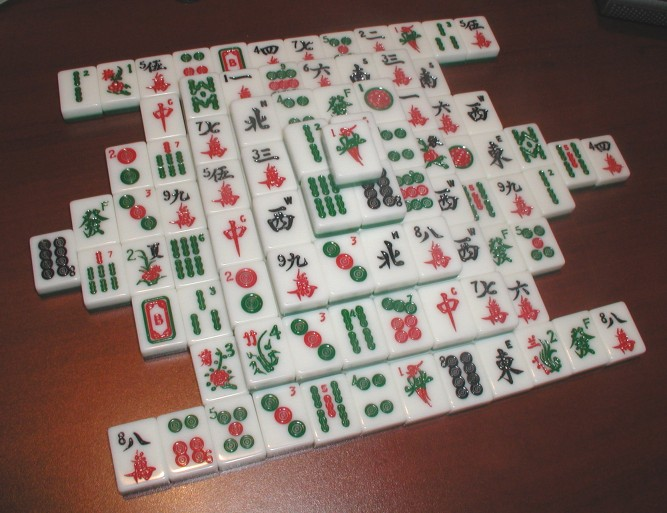
Tessere Mah Jong in disposizione Dragone.

Il solitario Mah Jong è una variante per una persona del gioco da tavolo cinese del Mah Jong.
Il solitario viene erroneamente indicato con il nome di Mahjong o Mah-Jong, ma è principalmente conosciuto come Shanghai solitaire.

## Regole

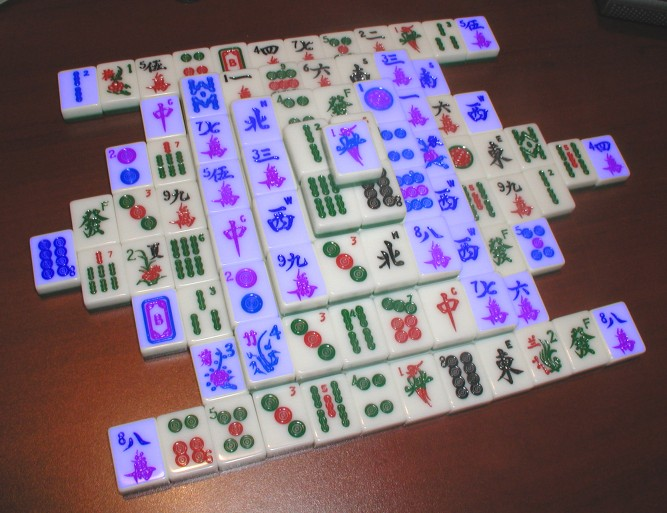
Le tessere libere sono quelle evidenziate.

Prima di iniziare, si dispongono le tessere tipiche del gioco a faccia in su, per formare un monte (la tartaruga). Sono possibili diverse configurazioni iniziali, che corrispondono a diversi livelli di difficoltà.
Nello svolgimento del gioco, si eliminano progressivamente le tessere, individuando coppie di tessere identiche, e si ottiene la vittoria se tutte le tessere vengono eliminate.
La difficoltà principale sta nel fatto che, a seconda della configurazione, alcune tessere sono nascoste dagli strati superiori, altre sono visibili ma bloccate se si trovano circondate da altre tessere; solo le tessere "libere" possono essere accoppiate.

## Storia
Il solitario è stato reso famoso grazie alle sue implementazioni per computer. Nel suo ambito è diventato un classico, tanto da oscurare l'omonimo gioco da tavolo, che pure grazie alla diffusione asiatica è uno dei più giocati al mondo.
Le tessere reali hanno il dorso leggermente curvo (sono realizzate in bambù) e mal si prestano ad essere impilate: tuttavia esiste una versione "non per computer", dove viene fornita una scatola particolare che aiuta a sistemare le tessere.
Negli ultimi anni sono state sviluppate anche moltissime versioni per palmare, smartphone, console portatili.